# Quilly (Loire-Atlantique)
Quilly település Franciaországban, Loire-Atlantique megyében. Lakosainak száma 1541 fő (2022. január 1.). Quilly Bouvron, Campbon, Guenrouet és Sainte-Anne-sur-Brivet községekkel határos.

## Népesség
A település népességének változása:
| Lakosok száma | 837  | 793  | 859  | 1154 | 1368 | 1377 | 1380 | 1386 | 1435 | 1541 |
|               | 1968 | 1982 | 1990 | 2006 | 2013 | 2015 | 2017 | 2019 | 2020 | 2022 |